# FK Putriwka
FK Putriwka (ukr. Футбольний клуб «Путрівка», Futbolnyj Kłub "Putriwka") – ukraiński klub piłkarski z siedzibą we wsi Putriwka, w obwodzie kijowskim. Założony w roku 2002.

## Historia
Chronologia nazw:
- 2002–...: FK Putriwka (ukr. ФК «Путрівка»)

Piłkarski Klub FK Putriwka został założony w 2002 roku we wsi Putriwka w obwodzie kijowskim. Zespół uczestniczył w rozgrywkach mistrzostw obwodu kijowskiego. W 2006 zdobył wicemistrzostwo obwodu, a w następnym roku mistrzostwo. W 2010 startował w rozgrywkach Amatorskiej Ligi, a w 2011 w Amatorskim Pucharze. W 2011 również zdobył wicemistrzostwo Amatorskiej Ligi.

## Sukcesy
- Amatorska Liha:
  - wicemistrz: 2011
- Mistrzostwo obwodu kijowskiego:
  - mistrz: 2007, 2008, 2010
  - wicemistrz: 2006
- Puchar obwodu kijowskiego:
  - finalista: 2004, 2011
- Superpuchar obwodu kijowskiego:
  - zdobywca: 2008
  - finalista: 2011
- Memoriał Ołeha Makarowa:
  - zdobywca: 2011

## Znani piłkarze
- Jarosław Wyszniak

## Inne
- Dynamo Irpień